# Egenskaper hos måttintegral
Denna artikel utgör en fördjupning av artikeln om måttintegral.
Måttintegraler har några intressanta egenskaper. Låt {\displaystyle (X,{\mathcal {F}},\mu )} vara ett måttrum, {\displaystyle \int \,d\mu } vara en måttintegral med avseende på måttet µ och f och g vara mätbara funktioner {\displaystyle X\rightarrow {\overline {\mathbb {R} }}}. 

## Grundläggande egenskaper
Måttintegraler dessa grundläggande egenskaper.
Monotonicitet: om {\displaystyle f\leq g} är 
{\displaystyle \int f\,d\mu \leq \int g\,d\mu \,}.
Linjäritet: om f och g är integrerbara är summan {\displaystyle af+bg\,} också integrerbar och 
{\displaystyle \int (af+bg)\,d\mu =a\int f\,d\mu +b\int g\,d\mu \,}
för alla {\displaystyle a,b\in \mathbb {R} }.
Triangelolikheten för integraler: absolutbeloppet av integralen är mindre än eller lika med integralen av absolutbeloppet:
{\displaystyle \left|\int f\,d\mu \right|\leq \int |f|\,d\mu \,}.
Additivitet för funktioner: om {\displaystyle f_{1},...,f_{n}\,} är integrerbara funktioner är
{\displaystyle \int \sum _{k=1}^{n}f_{k}\,d\mu =\sum _{k=1}^{n}\int f_{k}\,d\mu }
Additivitet för mängder: om {\displaystyle f\,} är mäbara funktionen och {\displaystyle A_{1},...,A_{n}\,} är parvis disjunkta mätbara mängder är
{\displaystyle \int _{A_{1}\cup \ldots \cup A_{n}}f\,d\mu =\sum _{k=1}^{n}\int _{A_{k}}f\,d\mu }

## Nollmängder
Nollmängder påverkar inte måttintegraler.
- Om {\displaystyle \mu (A)=0\,} så är

{\displaystyle \int _{A}f\,d\mu =0\,}.
- Om {\displaystyle f=g\,} µ-nästan överallt så är

{\displaystyle \int f\,d\mu =\int g\,d\mu \,}.

## Konvergenssatser
Måttintegraler har många konvergenssatser. Konvergenssatser kallas de villkor som leder till
{\displaystyle \int \lim _{i\rightarrow \infty }f_{i}\,d\mu =\lim _{i\rightarrow \infty }\int f_{i}\,d\mu },
där {\displaystyle (f_{i})_{i\in \mathbb {N} }\,} är integrerbara funktioner för alla {\displaystyle i\in \mathbb {N} }, så att det finns
{\displaystyle \lim _{i\rightarrow \infty }f_{i}}.
Med andra ord är en konvergenssats ett tillräckligt villkor för att man ska kunna byta ordning på gränsvärde och integral.
Monotona konvergenssatsen: om {\displaystyle 0\leq f_{1}\leq f_{2}\leq \ldots } så existerar gränsvärdet {\displaystyle \lim _{i\rightarrow \infty }f_{i}} och
{\displaystyle \int \lim _{i\rightarrow \infty }f_{i}\,d\mu =\lim _{i\rightarrow \infty }\int f_{i}\,d\mu }.
Dominerade konvergenssatsen: om det finns en funktion {\displaystyle g} som är integrerbar så att {\displaystyle |f_{i}|\leq g} för alla {\displaystyle i\in \mathbb {N} } nästan överallt och {\displaystyle \lim _{i\rightarrow \infty }f_{i}(x)} existerar så är
{\displaystyle \int \lim _{i\rightarrow \infty }f_{i}\,d\mu =\lim _{i\rightarrow \infty }\int f_{i}\,d\mu }.
Begränsade konvergenssatsen: om {\displaystyle \mu (X)<\infty } och {\displaystyle |f_{i}|\leq C\,} för alla {\displaystyle i\in \mathbb {N} } var {\displaystyle C<\infty } så är
{\displaystyle \int \lim _{i\rightarrow \infty }f_{i}\,d\mu =\lim _{i\rightarrow \infty }\int f_{i}\,d\mu .}
Fatous lemma: om {\displaystyle (f_{i})_{i\in \mathbb {N} }\,} är mätbara funktioner så gäller att
{\displaystyle \int \liminf _{i\rightarrow \infty }f_{i}\,d\mu \leq \liminf _{i\rightarrow \infty }\int f_{i}\,d\mu }
och
{\displaystyle \int \limsup _{i\rightarrow \infty }f_{i}\,d\mu \geq \limsup _{i\rightarrow \infty }\int f_{i}\,d\mu }.

## Sigma-additivitet
Måttintegralen av icke-negativa funktioner är sigma-additiv över mängder. Det vill säga om {\displaystyle f\geq 0\,} och {\displaystyle (A_{i})_{i\in \mathbb {N} }} är uppräknelig sekvens av parvis disjunkta mängder i {\displaystyle {\mathcal {F}}} så är
{\displaystyle \int _{\bigcup _{i=1}^{\infty }A_{i}}f\,d\mu =\sum _{i=1}^{\infty }\int _{A_{i}}f\,d\mu .}
Detta betyder också att funktionen {\displaystyle A\mapsto \int _{A}f\,}, där {\displaystyle A\in {\mathcal {F}}}, är ett mått eftersom integralen över tomma mängden är noll.
Måttintegralen är också sigma-additiv med avseende på icke-negativa funktioner. Den här egenskapen kallas Beppo Levis sats: om {\displaystyle f_{k}\geq 0} är uppräknelig sekvens av mätbara funktioner så är
{\displaystyle \int \sum _{k=1}^{\infty }f_{k}\,d\mu =\sum _{k=1}^{\infty }\int f_{k}\,d\mu .}
Detta är en enkel följd av monotona konvergenssatsen, som kan appliceras på alla delsummor av de oändliga summorna.